# Інститут Рухі
Інститут Рухі — інститут духовної освіти бахаїзму, створений громадою бахаї у відповідь на потребу широких верств суспільства в духовній освіті. По суті це система дистанційної освіти, що охоплює ряд країн, основні елементи якої включають навчальний гурток, ведучого і програму Інституту Рухі. Завдяки цій системі громада бахаї розповсюджує своє релігійне вчення в невеликих групах з наміром поширити і втілити принципи вчення Бахаї в життя.